# Neon Nights
A Neon Nights Dannii Minogue ausztrál énekesnő negyedik stúdióalbuma. Az Egyesült Királyságban és más európai országban 2003. március 17-én jelent meg. Az albumon négy kislemez szerepel , a „Who Do You Love Now?”, a „Put the Needle on It”, az „I Begin to Wonder” és a „Don’t Wanna Lose This Feeling”. Az albumot négy évvel az első megjelenés után, 2007. november 9-én újra kiadták.

## Számlista

### Standard kiadás
|     | Cím                                                         | Szerző(k)                                                                 | Producer(ek)                     | Hossz |
| --- | ----------------------------------------------------------- | ------------------------------------------------------------------------- | -------------------------------- | ----- |
| 1.  | Put the Needle on It                                        | Henrik Korpi, Mathias Johansson, Karen Poole, Dannii Minogue              | Korpi & Blackcell                | 3:24  |
| 2.  | Creep                                                       | Korpi, Johansson, Poole, Minogue                                          | Korpi & Blackcell                | 3:28  |
| 3.  | I Begin to Wonder                                           | Dacia Bridges, Olaf Kramolowsky, Jean-Claude Ades, Minogue, Ian Masterson | Jean-Claude Ades                 | 3:40  |
| 4.  | Hey! (So What)                                              | Hannah Robinson, Julian Gingell, Barry Stone                              | Jewels & Stone                   | 3:32  |
| 5.  | For the Record                                              | Korpi, Johansson, Poole, Minogue                                          | Korpi & Blackcell                | 3:21  |
| 6.  | Mighty Fine                                                 | Gil Cang, E. Winstanley, Sekou Bunch, Thomas Brown, Thomassina Smith      | Gil Cang                         | 3:55  |
| 7.  | On the Loop                                                 | Bruno Alexandre, Camille Troillard, Minogue, Matthieu Joly, Terry Ronald  | Neïmo                            | 3:28  |
| 8.  | Push                                                        | Minogue, Masterson, Ronald, John Guldberg, Tim Stahl                      | Thriller Jill                    | 3:21  |
| 9.  | Mystified                                                   | Masterson, Ronald, Minogue                                                | Thriller Jill                    | 3:43  |
| 10. | Don’t Wanna Lose This Feeling                               | Alexandre, Troillard, Minogue, James Khari, Joly, Ronald                  | Neïmo                            | 3:31  |
| 11. | Vibe On                                                     | Savan Kotecha, J. Bjorklund, Minogue                                      | Jock-E                           | 3:40  |
| 12. | A Piece of Time                                             | Alexandre, Troillard, Minogue, Joly, Ronald                               | Neïmo                            | 3:22  |
| 13. | Who Do You Love Now?                                        | H. Pulmann, G. van Vlaanderen, Victoria Horn                              | Riva                             | 3:26  |
| 14. | It Won’t Work Out / Come and Get It (Sebastian Krieg Remix) | Masterson, Ronald, Minogue / Ades, Minogue, Robinson                      | Thriller Jill / Jean-Claude Ades | 12:37 |

### Kiegészítő anyagot
1. „Who Do You Love Now?” (videó)
2. „Put the Needle on It” (videó)
3. „I Begin to Wonder” (videó)
4. Fotógaléria

### Bónuszdalok (japán változat)
|     | Cím                                           | Szerző(k)                                                                             | Hossz |
| --- | --------------------------------------------- | ------------------------------------------------------------------------------------- | ----- |
| 15. | Begin to Spin Me Around (feat. Dead or Alive) | Bridges, Kramolowsky, Ades, Minogue, Masterson                                        | 3:16  |
| 16. | Don’t Wanna Lose This Groove                  | Alexandre, Troillard, Minogue, James Khari, Joly, Ronald, Madonna Ciccone, Steve Bray | 3:17  |

### Deluxe Edition (2007)
| 1.  | Put the Needle on It                           | Korpi, Johansson, Poole, Minogue                                                      | Korpi & Blackcell | 3:24 |
| 2.  | Creep                                          | Korpi, Johansson, Poole, Minogue                                                      | Korpi & Blackcell | 3:28 |
| 3.  | I Begin to Wonder                              | Bridges, Kramolowsky, Ades, Minogue, Masterson                                        | Jean-Claude Ades  | 3:40 |
| 4.  | Hey! (So What)                                 | Robinson, Gingell, Stone                                                              | Jewels & Stone    | 3:32 |
| 5.  | For the Record                                 | Korpi, Johansson, Poole, Minogue                                                      | Korpi & Blackcell | 3:21 |
| 6.  | Mighty Fine                                    | Cang, Winstanley, Bunch, Brown, Smith                                                 |                   | 3:55 |
| 7.  | On the Loop                                    | Alexandre, Troillard, Minogue, Joly, Ronald                                           | Neïmo             | 3:28 |
| 8.  | Push                                           | Minogue, Masterson, Ronald, Guldberg, Stahl                                           | Thriller Jill     | 3:21 |
| 9.  | Mystified                                      | Masterson, Ronald, Minogue                                                            | Thriller Jill     | 3:43 |
| 10. | Don’t Wanna Lose This Feeling (Single Version) | Alexandre, Troillard, Minogue, James Khari, Joly, Ronald                              | Neïmo             | 3:31 |
| 11. | Vibe On                                        | Kotecha, Bjorklund, Minogue                                                           | Jock-E            | 3:40 |
| 12. | A Piece of Time                                | Alexandre, Troillard, Minogue, Joly, Ronald                                           | Neïmo             | 3:22 |
| 13. | Who Do You Love Now?                           | Pulmann, van Vlaanderen, Horn                                                         | Riva              | 3:26 |
| 14. | Come and Get It (Radio Version)                | Ades, Minogue, Robinson                                                               | Jean-Claude Ades  | 3:26 |
| 15. | Nervous                                        | Masterson, Ronald, Minogue                                                            | Thriller Jill     | 4:21 |
| 16. | Just Can’t Give You Up                         | Masterson, Ronald, Minogue                                                            | Thriller Jill     | 3:42 |
| 17. | Hide and Seek                                  | Masterson, Ronald, Minogue                                                            | Thriller Jill     | 3:03 |
| 18. | Don’t Wanna Lose This Groove                   | Alexandre, Troillard, Minogue, James Khari, Joly, Ronald, Madonna Ciccone, Steve Bray | Neïmo             | 3:17 |
| 19. | (Est-ce Que) Tu M’aimes Encore                 | Pulmann, van Vlaanderen, Horn, I. Nesmon                                              | Riva              | 3:26 |
| 20. | Goodbye Song                                   | Masterson, Ronald                                                                     | Thriller Jill     | 3:51 |
| 21. | It Won’t Work Out (Acoustic Version)           | Masterson, Ronald, Minogue                                                            | Fraser T Smith    | 4:27 |

| 1.  | Don’t Wanna Lose This Groove (Extended Version)                        | 5:05 |
| 2.  | Begin to Spin Me Round (Extended Version)                              | 5:11 |
| 3.  | Who Do You Love Now? (Riva's Bora Bora Club Mix)                       | 8:10 |
| 4.  | Put the Needle on It (Jason Nevins Freak Club Creation Mix)            | 8:15 |
| 5.  | Hide and Seek (Thriller Jill Original Extended Mix)                    | 6:36 |
| 6.  | Come and Get It (Jerome Isma-Ae Remix)                                 | 6:38 |
| 7.  | Put the Needle on It (Tiga's Cookies Dub)                              | 4:51 |
| 8.  | Creep (Jon Dixon Club Mix)                                             | 6:38 |
| 9.  | I Begin to Wonder (Almighty Transensual Club Mix)                      | 7:57 |
| 10. | Put the Needle on It (Cicada Vocal Mix)                                | 2:29 |
| 11. | Come and Get It (Sharam Jey Remix)                                     | 6:12 |
| 12. | Don’t Wanna Lose This Feeling (Jupiter Ace Speared Thru the Heart Mix) | 4:15 |

## Albumlistás helyezések
| Albumlista (2003)                                  | Legjobb helyezés |
| -------------------------------------------------- | ---------------- |
| Ausztrália (ARIA Charts)                           | 25               |
| Franciaország (SNEP)                               | 49               |
| Japán (Oricon)                                     | 134              |
| Németalföld (MegaCharts)                           | 65               |
| Németország (Media Control Charts)                 | 68               |
| Egyesült Királyság (Brit albumlista)               | 8                |
| Egyesült Államok (Billboard Top Electronic Albums) | 17               |

## Minősítések és eladási adatok
| Ország                   | Minősítés  | Eladás   |
| ------------------------ | ---------- | -------- |
| Egyesült Királyság (BPI) | Aranylemez | 100 000+ |

## Közreműködők
| - Dannii Minogue – vokál, háttérvokál - Bruno Alexandre – háttérvokál - Debbie French – háttérvokál - James Khari – háttérvokál - Ian Masterson – háttérvokál - Anna Nordell – háttérvokál - Karen Poole – háttérvokál - Terry Ronald – háttérvokál - Mitch Stevens – háttérvokál - Mattias Johansson – gitár - James Nisbett – gitár | - Camille Troillard – gitár, basszusgitár, billentyűzet - Matthieu Joly – billentyűzet, basszusgitár, dob programozás - Etienne Colin – keverés - Niklas Flyckt – keverés - Pete Martin – keverés - Heff Moraes – keverés - Tim Speight – keverés - Ian Masterson – programozás, mernök - Gil Cang – mernök - Matthew Donaldson – fotográfia |